# Bloedbad van El Mozote

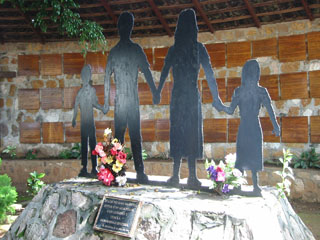
Monument voor de slachtoffers van El Mozote

Het bloedbad van El Mozote (Spaans: Masacre del Mozote) was een bloedbad dat werd aangericht door het leger van El Salvador in de dorpen El Mozote en Los Toriles in het departement Morazán op 10, 11 en 12 december 1981. Volgens de waarheidscommissie van de Verenigde Naties werden 900 burgers door militairen van het Bataljon Atlácatl vermoord, waarmee het waarschijnlijk het grootste bloedbad is uit de moderne geschiedenis van Latijns-Amerika en in ieder geval uit de Salvadoraanse Burgeroorlog.

## Geschiedenis
Het bloedbad vond plaats tijdens de Salvadoraanse burgeroorlog, tussen de Salvadoraanse militaire regering gesteund door doodseskaders aan de ene kant en linkse guerrillagroepen, met als voornaamste het Nationaal Bevrijdingsfront Farabundo Martí (FMLN), aan de andere kant. Het Bataljon Atlácatl viel op 10 december El Mozote binnen op zoek naar guerrillastrijders. De aanwezigen, inwoners van het dorp maar ook boeren van het omringende platteland die het oorlogsgeweld waren ontvlucht, werden gedwongen zich te verzamelen op het hoofdplein, op de grond te liggen en werden ondervraagd. Aan het eind van de dag werden zij gedwongen zich in hun huizen op te sluiten.
De volgende morgen werden de bewoners weer verzameld op het plein en de mannen gescheiden van de vrouwen en kinderen. De mannen werden een voor een ondervraagd, gemarteld en vervolgens geëxecuteerd. Na het middaguur werden oudere meisjes en vrouwen meegenomen en neergeschoten met een machinegeweer, na eerst verkracht te zijn. Sommigen waren niet ouder dan 12 jaar, en werden verkracht omdat zij de guerrillastrijders zouden steunen. Vervolgens werden de kinderen vermoord. Een deel van de kinderen werd opgesloten in de kerk en vervolgens door de ramen doodgeschoten. Nadat de gehele bevolking was uitgemoord staken de soldaten het dorp in brand.
De volgende dag trokken de militairen naar het twee kilometer verderop gelegen Los Toriles, waarna alle inwoners op een klein aantal dat wist te ontsnappen na werden verzameld, in rijen opgesteld en doodgeschoten. Ook in andere dorpen van het kanton La Joya vonden moordpartijen plaats. De slachtoffers werden niet begraven, en werden in de volgende dagen door velen waargenomen. 

## Nasleep
Aan het eind van de maand vaardigde het FMLN een verzoek uit "aan de Organisatie van Amerikaanse Staten, het Internationale Rode Kruis en de internationale pers om de genocide op meer dan 900 Salvadoranen te verifiëren". De FMLN slaagde erin de journalisten Raymond Bonner van The New York Times, Alma Guillermoprieto van The Washington Post en de fotograaf Susan Meiselas naar El Mozote te brengen. Op 27 januari 1982 werd voor het eerst over de slachting bericht in de internationale media, in de New York Times en de Washington Post. Bonner schreef over de "geblakerde schedels en botten en tientallen lichamen begraven onder verbrande huizen, balken en versplinterde tegels" en Guillermoprieto over "tientallen ontbindende lijken die nog steeds te zien zijn onder het puin en in nabijgelegen velden, hoewel het incident al een maand geleden is". Zij spraken met een vrouw Rufina Amaya die op tijd had weten te vluchten en omschreef hoe haar echtgenoot en haar drie kinderen van vijf jaar, drie jaar en acht maanden door de militairen waren vermoord. Andere overlevenden wisten een lijst met 733 namen te geven van dorpsbewoners die door het leger waren vermoord.
De ambassade van de Verenigde Staten, een bondgenoot van het Salvadoraanse regime, probeerde de gebeurtenissen onder de tafel te houden en president Ronald Reagan deed verhalen over het bloedbad af als "linkse propaganda", en zijn kabinetsleden verklaarden dat er geen enkele reden was om aan te nemen dat er een bloedbad had plaatsgevonden. Rechtse media beschuldigden Bonner, Guillermoprieto en Meiselas ervan zich voor het propagandakarretje van de FMLN te laten spannen en de Koude Oorlogsinspanningen in gevaar te brengen. De rechtse mediawaakhond Accuracy in Media beschuldigde Bonner er zelfs van een communistische agent te zijn, en Bonner en Guillermoprieto werden teruggeroepen uit El Salvador. Beiden namen korte tijd later ontslag. Het bloedbad raakte langzaam in de vergetelheid en er zouden nog jarenlang wreedheden plaatsvinden in El Salvador.
In 1990 diende Pedro Chicas Romero uit La Joya, die zich tijdens het bloedbad had verstopt in een grot, een aanklacht in tegen het bataljon Atlacatl, maar pas na de Vrede van Chapultepec in 1992, waarmee de burgeroorlog werd beëindigd, kon een onderzoek worden opgestart. In november van dat jaar concludeerden Argentijnse forensische experts van de Verenigde Naties dat er wel degelijk een massaslachting had plaatsgevonden. In de daaropvolgende maanden verschenen verschillende artikelen in Amerikaanse kranten en tijdschriften waarin fel werd uitgehaald naar diplomaten, journalisten en leden van Reagans regering en er ontstond grote verontwaardiging onder een groot deel van de Amerikanen dat hun regering had meegeholpen bij het in de doofpot stoppen van dergelijke wreedheden.
Voor het bloedbad is niemand veroordeeld, hoewel sinds 2005 de Inter-Amerikaanse Commissie voor de Rechten van de Mens is begonnen met het verzamelen van documentatie in de hoop op een rechtszaak.
In 2012 beleed de eerste linkse president van El Salvador Mauricio Funes namens zijn regering schuld van de staat voor het bloedbad van El Mozote. Dat gebeurde op de 20e verjaardag van de vredesakkoorden.